# Osiedle Janek
Osiedle Janek – osiedle miasta Zabrze. W przeszłości nosiło nazwę "XX-lecia PRL".